# Ingo Haeb

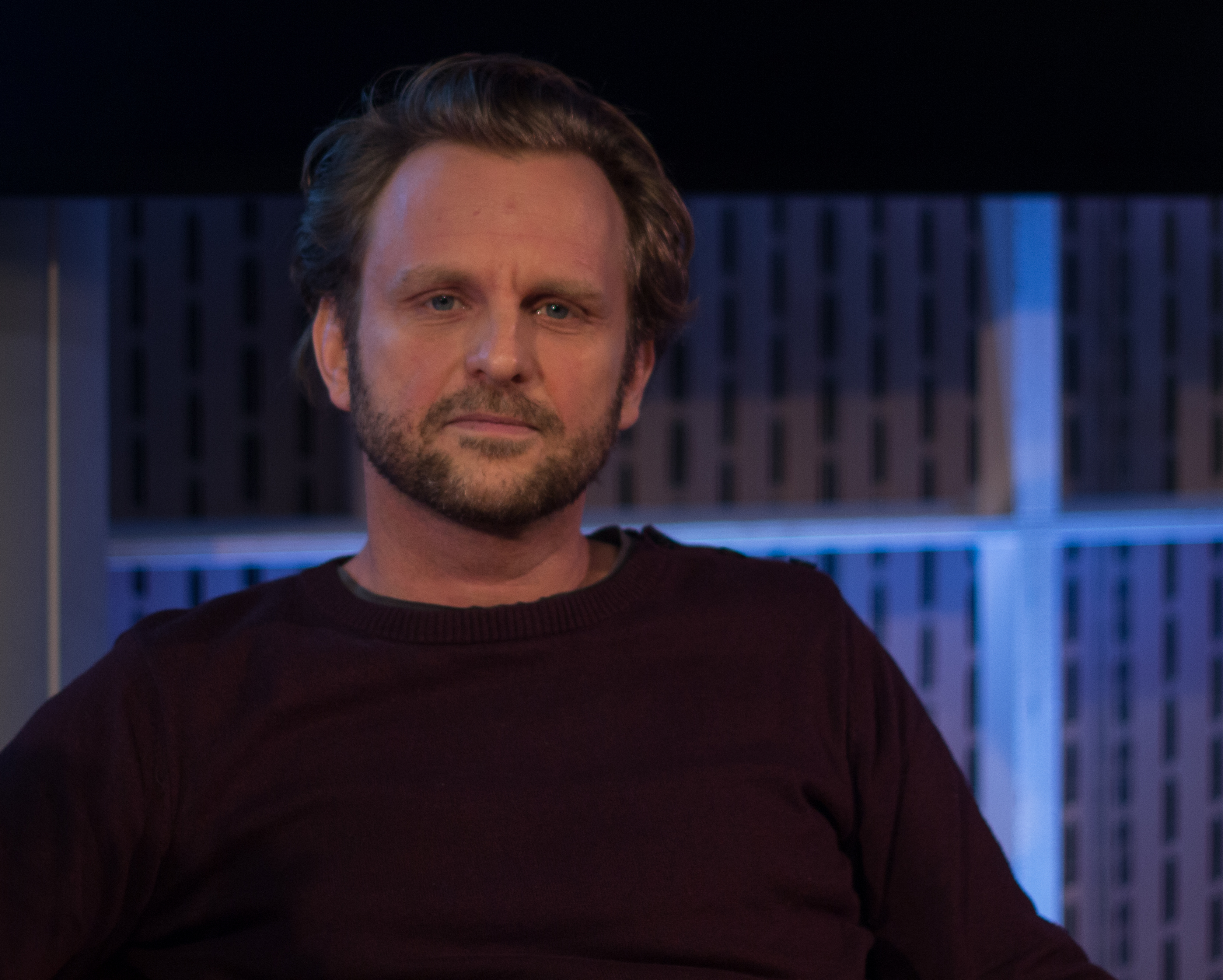
Ingo Haeb, 2015

Ingo Haeb (* 10. August 1970 in Hamburg) ist ein deutscher Drehbuchautor, Filmregisseur und Schauspieler.

## Leben
Ingo Haeb studierte von 1994 bis 1998 „Audiovisuelle Medien“ an der Kunsthochschule für Medien Köln. Er beendete 1999 das Studium mit seinem Diplomfilm Derby. Danach studierte er an der Drehbuchakademie der Deutschen Film- und Fernsehakademie Berlin.
Sein Debüt als Langfilmregisseur gab Haeb 2006 mit dem TV-Drama Neandertal (in Co-Regie mit  Jan-Christoph Glaser), zu dem er auch das Drehbuch schrieb.
Neben seiner Tätigkeit als Autor und Regisseur arbeitete Haeb als Dozent für Drehbuch und Dramaturgie an der Kunsthochschule für Medien Köln und als Professor Anfängerbetreuung und Grundlagenforschung Studienschwerpunkt Film an der Hochschule für bildende Künste Hamburg.
Von Oktober 2015 an war Ingo Haeb für vier Semester als Vertretungsprofessor für Drehbuch an der Kunsthochschule für Medien Köln tätig.
Ingo Haeb lebt in Köln.

## Filmografie (Auswahl)
- 1998: MTV Alarm (Fernsehserie), (Drehbuchautor, Regisseur)
- 1999: Derby (mit Heinz Strunk), (Regisseur, Drehbuchautor)
- 2000: Der Bebuquin – Rendezvous mit Carl Einstein (Darsteller)
- 2001: Großstadtrevier (Darsteller)
- 2003: Sie haben Knut (Darsteller)
- 2003: Detroit (Darsteller)
- 2003: Da kommt Kalle (Fernsehserie), (Drehbuchautor)
- 2003: Narren (Drehbuchautor)
- 2005: Am Tag als Bobby Ewing starb (Drehbuchautor, Darsteller)
- 2006: Neandertal (Drehbuchautor, Regisseur mit Jan-Christoph Glaser)
- 2006: Montag kommen die Fenster (Darsteller)
- 2006: Fussballfieber (Episodenfilm), (Drehbuchautor, Regisseur)
- 2008: Die Schimmelreiter (Drehbuchautor)
- 2010: Sohnemänner (Drehbuchautor, Regisseur)
- 2012: Fraktus (Drehbuchautor mit Studio Braun und Sebastian Schulz)
- 2013: Es ist alles in Ordnung (Drehbuchautor mit Christina Ebelt)
- 2014: Das Zimmermädchen Lynn (Drehbuchautor, Regisseur)
- 2017: Schnitzel geht immer (Drehbuch)
- 2019: Schnitzel de Luxe (Drehbuch)
- 2019: Sterne über uns (Darsteller)
- 2023: Eher fliegen hier UFOs (Drehbuchautor, Regisseur)

## Auszeichnungen
- 2005: Max-Ophüls-Preis als bester Film für „Am Tag als Bobby Ewing starb“
- 2005: Geneva-Förderpreis der Eurovision für „Am Tag als Bobby Ewing starb“
- 2007: Nominierung für den Max-Ophüls-Preis für Neandertal
- 2014: Nominierung für den Grimme-Preis für „Fraktus“ und „Es ist alles in Ordnung“
- 2014: FIPRESCI-Award der internationalen Filmkritik für „Das Zimmermädchen Lynn“
- 2014: „Best artistic contribution“ beim World Cinema Festival Montreal für „Das Zimmermädchen Lynn“
- 2015: Special Jury Award beim Filmfestival Split für „Das Zimmermädchen Lynn“
- 2023: Kölner Stipendium für Kinder- und Jugendliteratur.[1]

## Einzelbelege
1. ↑  Stadt Köln Pressemitteilung vom 13. Juli 2023: Kölner Stipendiat*innen im Bereich der Kinder- und Jugendliteratur 2023, von Sabine Wotzlaw, abgerufen am 14. Juli 2022

| Personendaten    | Personendaten                                           |
| ---------------- | ------------------------------------------------------- |
| NAME             | Haeb, Ingo                                              |
| KURZBESCHREIBUNG | deutscher Drehbuchautor, Filmregisseur und Schauspieler |
| GEBURTSDATUM     | 10. August 1970                                         |
| GEBURTSORT       | Hamburg                                                 |